# Eremocossus nubica
Eremocossus nubica is een vlinder uit de familie houtboorders (Cossidae). De wetenschappelijke naam van deze soort is voor het eerst geldig gepubliceerd in 2008 door Yakovlev.
De soort komt voor in tropisch Afrika.